# Sonayo
Sonayo est un village du Cameroun situé dans le département de Bénoué et la Région du Nord. Le village fait partie de l'arrondissement de Pitoa. Le village est équipé d'une école maternelle, d'une école primaire et d'un centre d'étude secondaires ainsi que d'un centre de santé intégré.. 